# Шаван (Дром)
Шаван (фр. Chavannes) насеље је и општина у источној Француској у региону Рона-Алпи, у департману Дром која припада префектури Валанс.
По подацима из 2011. године у општини је живело 540 становника, а густина насељености је износила 115,63 становника/km². Општина се простире на површини од 4,67 km². Налази се на средњој надморској висини од 206 метара (максималној 238 m, а минималној 176 m).

## Демографија
| 1962. | 1968. | 1975. | 1982. | 1990. | 1999. | 2011. |
| ----- | ----- | ----- | ----- | ----- | ----- | ----- |
| 242   | 285   | 283   | 316   | 374   | 430   | 540   |

График промене броја становника у току последњих година